# Gerald Fried
Gerald Fried   (Bronx, 13 de febrer de 1928 - Bridgeport, 17 de febrer de 2023) fou un compositor estatunidenc de música de pel·lícules.

## Biografia
Gerald Fried fou conegut sobretot per la seva col·laboració amb el cineasta Stanley Kubrick pels seus primers films, des de Day Of The Fight a Paths of Glory.
Va ser nominat per l'Oscar a la millor banda sonora per Birds Do It, Bees Do It

## Filmografia[4]
- 1951: Day Of The Fight
- 1953: Fear and Desire
- 1955: Gunsmoke (sèrie TV)
- 1955: Killer's Kiss
- 1956: Atracament perfecte (The Killing)
- 1957: Bayou
- 1957: The Vampire
- 1957: Soldat Hook (Trooper Hook)
- 1957: Dino
- 1957: Camins de glòria (Paths of Glory)
- 1958: I Mobster
- 1958: The Return of Dracula
- 1958: Man from God's Country
- 1958: The Flame Barrier
- 1958: Machine-Gun Kelly
- 1958: I Bury the Living
- 1958: The Cry Baby Killer
- 1958: Curse of the Faceless Man
- 1958: Terror in a Texas Town
- 1958: The Lost Missile
- 1959: High School Big Shot
- 1959: Shotgun Slade (sèrie TV)
- 1959: Tombouctou (Timbuktu)
- 1959: Cast a Long Shadow
- 1961: A Cold Wind in August
- 1961: Twenty Plus Two
- 1961: The Second Time Around
- 1962: The Cabinet of Caligari
- 1964: National Geographic Specials (sèrie TV)
- 1964: One Potato, Two Potato
- 1964: The Man from U.N.C.L.E. (sèrie TV)
- 1964: Gilligan's Island (sèrie TV)
- 1966: Deathwatch
- 1966: One Spy Too Many
- 1966: The Man Who Never Was (sèrie TV)
- 1966: Family Affair (sèrie TV)
- 1966: Mission impossible (sèrie TV)
- 1966: One of Our Spies Is Missing
- 1967: Danger Has Two Faces
- 1967: Mr. Terrific (sèrie TV)
- 1967: The Karate Killers
- 1967: The Flying Nun (sèrie TV)
- 1967: Mannix (sèrie TV)
- 1968: The Killing of Sister George
- 1969: Whatever Happened to Aunt Alice?
- 1970: Too Late the Hero
- 1971: The Enchanted Years
- 1971: The Grissom Gang
- 1972: The Sixth Sense (sèrie TV)
- 1973: The Baby
- 1974: Birds Do It, Bees Do It
- 1974: Police Woman (sèrie TV)
- 1975: I Will Fight No More Forever (TV)
- 1976: Supervivientes de los Andes
- 1976: Vigilante Force
- 1976: Executive Suite (sèrie TV)
- 1976: Francis Gary Powers: The True Story of the U-2 Spy Incident (TV)
- 1977: Roots (fulletó TV)
- 1977: The Spell (TV)
- 1977: Testimony of Two Men (fulletó TV)
- 1977: Sex and the Married Woman (TV)
- 1978: Roots: One Year Later (TV)
- 1978: Cruise Into Terror (TV)
- 1978: Maneaters Are Loose! (TV)
- 1978: The Beasts Are on the Streets (TV)
- 1978: Rescue from Gilligan's Island (TV)
- 1978: The Immigrants (TV)
- 1978: Greatest Rescues of Emergency! (TV)
- 1979: The Bell Jar
- 1979: The Incredible Journey of Doctor Meg Laurel (TV)
- 1979: Roots: The Next Generations (fulletó TV)
- 1979: The Rebels (TV)
- 1979: The Castaways on Gilligan's Island (TV)
- 1979: Son-Rise: A Miracle of Love (TV)
- 1979: Breaking Up Is Hard to Do (TV)
- 1979: Disaster on the Coastliner (TV)
- 1979: The Seekers (TV)
- 1980: The Chisholms (sèrie TV)
- 1980: The Ordeal of Dr. Mudd (TV)
- 1980: Gauguin the Savage (TV)
- 1980: Flamingo Road (TV)
- 1980: The Silent Lovers (TV)
- 1980: Condominium (TV)
- 1980: The Wild and the Free (TV)
- 1981: Flamingo Road (sèrie TV)
- 1981: Dinasty (sèrie TV)
- 1981: The Harlem Globetrotters on Gilligan's Island (TV)
- 1982: Murder Is Easy (TV)
- 1983: The Return of the Man from U.N.C.L.E. (TV)
- 1983: A Killer in the Family (TV)
- 1984: The Mystic Warrior (TV)
- 1985: Embassy (TV)
- 1987: Napoleon and Josephine: A Love Story (fulletó TV)
- 1988: Drop-Out Mother (TV)

## Premis i nominacions

### Premis
- 1977: Primetime Emmy a la millor composició musical per a sèrie per Roots (part I)

### Nominacions
- 1976: Oscar a la millor banda sonora per Birds Do It, Bees Do It
- 1977: Primetime Emmy a la millor composició musical per a sèrie per Roots (part VIII)
- 1980: Primetime Emmy a la millor composició musical per a minisèrie o especial per The Silent Lovers
- 1984: Primetime Emmy a la millor composició musical per a minisèrie o especial per The Mystic Warrior
- 1988: Primetime Emmy a la millor composició musical per a minisèrie o especial per Napoleon and Josephine: A Love Story